# Jihoafrická republika na Letních olympijských hrách 2008
Jihoafrická republika se účastnila Letní olympiády 2008. Zastupovalo ji 156 sportovců.

## Medailisté
| Medaile | Jméno                  | Sport    | Soutěž             |
| ------- | ---------------------- | -------- | ------------------ |
| Stříbro | Godfrey Khotso Mokoena | Atletika | Muži skok do dálky |